# Monte Águila (Čile)
Monte Águila je čileanski grad koji se nalazi u regija Biobío, u općini Cabrero, 6 kilometara južno od istoimenog grada, a obuhvaća 6.090 stanovnika.

## Galerija
- Glavni trg.
- Vatrogasna postaja.
- Nogometni stadion.
- Škola.